# Zuidelijke doornrog
De zuidelijke doornrog (Amblyraja doellojuradoi) is een vissensoort uit de familie van de Rajidae. De wetenschappelijke naam van de soort is voor het eerst geldig gepubliceerd in 1935 door Pozzi.